# Ebrahim Yazdi
Pour les articles homonymes, voir Yazdi.
Ebrahim Yazdi, né le 26 septembre 1931 à Qazvin (Iran) et mort le 27 août 2017 à Izmir (Turquie), est un homme politique iranien.
Il est ministre des Affaires étrangères de l'Iran en 1979 et démissionne ainsi que le Premier ministre Bazargan après la prise de l’ambassade des États-Unis à Téhéran le 4 novembre 1979 par des étudiants constatant que l’ayatollah Khomeyni ne la condamne pas.

## Biographie
Le 17 décembre 1997, Ebrahim Yazdi est arrêté et incarcéré à la prison d'Evin. Il est libéré le 26 décembre 1997.
Ebrahim Yazdi meurt d'un cancer du pancréas le 27 août 2017 à l'âge de 85 ans,.